# Purkynella rambouseki
Purkynella rambouseki es una especie de escarabajo. Es la única especie del género Purkynella, en la familia Leiodidae. Fue descrita por Knirsch en 1926.

## Distribución
Se encuentra en Macedonia del Norte.